# Segla din båt i hamn (sång)
Segla din båt i hamn är en sång skriven av Elisabeth Lord och Tommy Gunnarsson, och inspelad av Helene & Gänget samt utgiven på singel 1994 samt på albumet Segla din båt i hamn 1995, men också utgiven på albumet Stå på egna ben 1996.
Den blev en stor framgång på Svensktoppen, där den låg i sammanlagt 13 veckor under perioden 4 mars–27 maj 1995, med tredjeplats som högsta placering.

### Fotnoter
1. ↑  ”Segla din båt i hamn”. Svensk mediedatabas. 6 mars 1994. http://smdb.kb.se/catalog/id/001507063. Läst 19 augusti 2014.
2. ↑  ”Segla din båt i hamn”. Svensk mediedatabas. 6 mars 1995. http://smdb.kb.se/catalog/id/001509670. Läst 19 augusti 2014.
3. ↑  ”Stå på egna ben”. Svensk mediedatabas. 6 mars 1996. http://smdb.kb.se/catalog/id/001548679. Läst 19 augusti 2014.
4. ↑  ”Svensktoppen”. Sveriges Radio. 6 mars 1995. http://sverigesradio.se/Diverse/AppData/Isidor/files/2023/3491.txt. Läst 19 augusti 2014.